# No som àngels
|  | Aquest article tracta sobre la pel·lícula de Neil Jordan; per la pel·lícula de Michael Curtiz, vegeu l'article We're No Angels (pel·lícula de 1955). |

No som àngels (títol original en anglès We're No Angels) és una comèdia estatunidenca de 1989, dirigida per Neil Jordan i protagonitzada per Robert De Niro, Sean Penn i Demi Moore.
Rodada a la Colúmbia Britànica (Canadà), aquesta pel·lícula va suposar el debut a Hollywood del director irlandès, just després de l'èxit internacional obtingut amb En companyia de llops i Mona Lisa, i és un remake de We're No Angels, dirigida per Michael Curtiz el 1955.

## Argument
Ned i Jim, un parell de convictes que acaben de fugar-se d'una presó dels Estats Units propera al Canadà, arriben a un poblet amb la intenció de creuar la frontera; allà són confosos pels dos capellans que està esperant un monestir.
L'alcaide de la presó mou cel i terra per a trobar-los, i l'atractiva Molly es creua a les seves vides, complicant les coses encara més.

## Repartiment
- Robert De Niro: Ned
- Sean Penn: Jim
- Demi Moore: Molly
- Hoyt Axton: Pare Levesque
- Bruno Kirby: ajudant del xèrif
- Ray McAnally: alcaide
- James Russo: Bobby
- Wallace Shawn: traductor
- John C. Reilly: monjo jove